# Altmark (1937)
Altmark (od sierpnia 1940 Uckermark) – niemiecki okręt zaopatrzeniowy z okresu II wojny światowej, słynny z powodu incydentu odbicia przetrzymywanych na nim alianckich jeńców na wodach Norwegii.

## Historia
Jak pozostałe jednostki typu Dithmarschen, „Altmark” był zaprojektowany specjalnie jako okręt zaopatrzeniowy służący do wspierania operacji niemieckich dużych okrętów nawodnych, przeznaczonych do użycia jako oceaniczne rajdery, w oddaleniu od własnych baz. Klasyfikowany był w Niemczech jako Troßschiff – „Altmark” oznaczony był jako Troßschiff A. Mógł zabierać 9400 t paliwa, 972 t amunicji, 790 t prowiantu i 208 t wyposażenia.
Okręt został zbudowany w stoczni Howaldtswerke AG w Kilonii, stępkę pod budowę położono 15 czerwca 1936, a kadłub zwodowano 13 listopada 1937. Po ukończeniu okręt wszedł do służby 14 sierpnia 1939, na krótko przed wybuchem wojny.

## Służba
Jeszcze przed wybuchem II wojny światowej, w sierpniu 1939, „Altmark” został skierowany na Atlantyk w celu wspierania planowanych tam działań rajderskich ciężkiego krążownika (tzw. pancernika kieszonkowego) „Admiral Graf Spee”. Po pobraniu zapasu paliwa w USA, „Altmark” spotykał się kilkakrotnie z „Grafem Spee” i zaopatrywał go w paliwo i żywność, przejmując z niego przy tym jeńców z zatopionych brytyjskich statków handlowych. Ostatni raz okręty spotkały się 6 grudnia 1939. Po samozatopieniu „Grafa Spee” po bitwie u ujścia La Platy, w lutym 1940 „Altmark” z 303 jeńcami na pokładzie skierował się z południowego Atlantyku do Niemiec, opływając od północy Wielką Brytanię i następnie w dół wzdłuż wybrzeża Norwegii. Mimo że był w istocie pomocniczym okrętem wojennym, nosił niemiecką banderę handlową.
16 lutego okręt był pobieżnie kontrolowany przez dwa norweskie torpedowce, jednak Norwegom wystarczyły słowne zapewnienia kapitana „Altmarka”, że nie przewozi na pokładzie kontrabandy. „Altmark” został zlokalizowany przez brytyjskie samoloty, po czym Brytyjczycy skierowali w ten rejon trzy niszczyciele pod dowództwem komandora Viana. Przed północą 16 lutego 1940 w Jössingfjordzie, brytyjski niszczyciel HMS „Cossack” wpłynął na norweskie wody terytorialne i abordażował „Altmark”. Oddział z „Cossacka” opanował okręt, uwalniając 299 jeńców, przy czym zginęło 4 członków załogi „Altmarka” i 5 zostało rannych. Pogwałcenie neutralności Norwegii przez Brytyjczyków spowodowało jednak protest rządu norweskiego, a także stało się jednym z pretekstów do decyzji Hitlera o zajęciu Norwegii, mimo że to załoga „Altmarka” pierwsza pogwałciła neutralność Norwegii, zabierając jeńców wojennych na wody terytorialne neutralnego państwa.
„Altmark” został następnie 28 lutego odholowany do Kilonii, po czym poddany remontowi. 6 sierpnia 1940 zmieniono jego nazwę na „Uckermark”. 12 września 1940 w drodze na Atlantyk został uszkodzony na minie i powrócił na remont do Kilonii. W okresie styczeń-marzec 1941 wspierał działania pancerników „Scharnhorst” i „Gneisenau” podczas operacji Berlin – udanego przedarcia się tych okrętów na Atlantyk.
9 września 1942 „Uckermark” wypłynął z Francji do Japonii jako łamacz blokady. Po drodze dostarczył zaopatrzenie krążownikowi pomocniczemu „Michel”. 24 listopada 1942 „Uckermark” dotarł do Jokohamy, lecz następnie 30 listopada 1942 doszło w porcie do wybuchu podczas czyszczenia zbiorników okrętu. Zginęło 53 członków załogi, a sama jednostka została zniszczona w stopniu nie uzasadniającym odbudowy. Na skutek wybuchu na „Uckermarku” spłonął także niemiecki krążownik pomocniczy „Thor” i zdobyty przez niego australijski statek pasażerski „Nankin”.

## Dane techniczne
- wyporność standardowa: 6958 t
- wyporność maksymalna: 20.858 t
- pojemność: 10.698 BRT
- długość: 178,25 m
- szerokość: 22,00 m
- zanurzenie: 9,30 m
- siłownia: 4 silniki wysokoprężne MAN 9-cylindrowe, o łącznej mocy 22.000 KM, 2 śruby
- prędkość maks.: 21,1 w
- zasięg: 12.500 Mm przy prędkości 15 w.
- załoga: 94-208

Uzbrojenie
- 3 pojedyncze działa kalibru 149 mm (nominalnie 15 cm) C36 L/48[4]
- 2 działka przeciwlotnicze 37 mm
- 2 działka przeciwlotnicze 20 mm
- 8 karabinów maszynowych